# Tullviksbäcken
Tullviksbäcken este o arie protejată (arie specială de conservare — SAC, sit de importanță comunitară — SCI) din Suedia întinsă pe o suprafață de 197,1 ha, integral pe uscat.

## Localizare
Centrul sitului Tullviksbäcken este situat la coordonatele 60°03′52″N 18°49′54″E / 60.0644°N 18.8317°E.

## Înființare
Situl Tullviksbäcken a fost declarat sit de importanță comunitară în decembrie 1998 pentru a proteja 2 specii de animale. Situl a fost protejat și ca arie specială de conservare în martie 2011.

## Biodiversitate
Situată în ecoregiunile boreală și marină baltică, aria protejată conține 6 habitate naturale: Păduri fino-scandinave bogate în ierburi cu Picea abies, Recifuri, Păduri naturale în etape succesive primare ale suprafețelor emergente de coastă, Taiga vestică, Insulițe și insule mici din Baltica boreală, Lagune de coastă.
La baza desemnării sitului se află mai multe specii protejate:
- amfibieni (1): triton cu creastă (Triturus cristatus)
- pești (1): zglăvoacă (Cottus gobio)